# Saison 2014-2015 de la LNH
Saison précédente Saison suivante
La saison 2014-2015 est la 97e saison de la Ligue nationale de hockey (LNH). La saison régulière voit 30 équipes jouer 82 matchs chacune. Les Blackhawks de Chicago remportent la Coupe Stanley en battant en finale le Lightning de Tampa Bay.

## Saison régulière
La saison régulière débute le 8 octobre 2014 pour une fin le 11 avril 2015. Le premier samedi de la saison, le 11 octobre, et le dernier, le 11 avril, voient les 30 équipes jouer le même jour.
Les Capitals de Washington et les Blackhawks de Chicago jouent un match en extérieur le 1er janvier dans le cadre de la Classique hivernale au Nationals Park à Washington. L'équipe locale s'impose sur le score de 3-2 avec le but de la victoire inscrit par Troy Brouwer à 13 secondes de la fin du temps réglementaire. Les Kings de Los Angeles affrontent les Sharks de San José également en extérieur le 21 février.
Le 25 janvier, le soixantième Match des étoiles de la ligue se joue dans la Nationwide Arena à Columbus. Il oppose l'équipe Toews à l'équipe Foligno.

### Classements

#### Association de l'Est
| Clt   | Équipe                 | PJ | V  | D  | DP | BP  | BC  | Pts |
| ----- | ---------------------- | -- | -- | -- | -- | --- | --- | --- |
| +001, | Canadiens de Montréal  | 82 | 50 | 22 | 10 | 221 | 189 | 110 |
| +002, | Lightning de Tampa Bay | 82 | 50 | 24 | 8  | 262 | 211 | 108 |
| +003, | Red Wings de Détroit   | 82 | 43 | 25 | 14 | 235 | 221 | 100 |

| Clt   | Équipe                 | PJ | V  | D  | DP | BP  | BC  | Pts |
| ----- | ---------------------- | -- | -- | -- | -- | --- | --- | --- |
| +001, | Rangers de New York    | 82 | 53 | 22 | 7  | 252 | 192 | 113 |
| +002, | Capitals de Washington | 82 | 45 | 26 | 11 | 242 | 203 | 101 |
| +003, | Islanders de New York  | 82 | 47 | 28 | 7  | 252 | 230 | 101 |

- Vainqueurs de division
- Qualifiés pour les séries

| Clt   | Équipe                    | Division       | PJ | V  | D  | DP | BP  | BC  | Pts |
| ----- | ------------------------- | -------------- | -- | -- | -- | -- | --- | --- | --- |
| +001, | Sénateurs d'Ottawa        | Atlantique     | 82 | 43 | 26 | 13 | 238 | 215 | 99  |
| +002, | Penguins de Pittsburgh    | Métropolitaine | 82 | 43 | 27 | 12 | 221 | 210 | 98  |
| +003, | Bruins de Boston          | Atlantique     | 82 | 41 | 27 | 14 | 213 | 211 | 96  |
| +004, | Panthers de la Floride    | Atlantique     | 82 | 38 | 29 | 15 | 206 | 223 | 91  |
| +005, | Blue Jackets de Columbus  | Métropolitaine | 82 | 42 | 35 | 5  | 236 | 250 | 89  |
| +006, | Flyers de Philadelphie    | Métropolitaine | 82 | 33 | 31 | 18 | 215 | 234 | 84  |
| +007, | Devils du New Jersey      | Métropolitaine | 82 | 32 | 36 | 14 | 181 | 216 | 78  |
| +008, | Hurricanes de la Caroline | Métropolitaine | 82 | 30 | 41 | 11 | 188 | 226 | 71  |
| +009, | Maple Leafs de Toronto    | Atlantique     | 82 | 30 | 44 | 8  | 211 | 262 | 68  |
| +010, | Sabres de Buffalo         | Atlantique     | 82 | 23 | 51 | 8  | 161 | 274 | 54  |

- Équipe repêchée en tant que 7e et 8e de l'Association[5]

#### Association de l'Ouest
| Clt   | Équipe                 | PJ | V  | D  | DP | BP  | BC  | Pts |
| ----- | ---------------------- | -- | -- | -- | -- | --- | --- | --- |
| +001, | Blues de Saint-Louis   | 82 | 51 | 24 | 7  | 248 | 201 | 109 |
| +002, | Predators de Nashville | 82 | 47 | 25 | 10 | 232 | 208 | 104 |
| +003, | Blackhawks de Chicago  | 82 | 48 | 28 | 6  | 229 | 189 | 102 |

| Clt   | Équipe               | PJ | V  | D  | DP | BP  | BC  | Pts |
| ----- | -------------------- | -- | -- | -- | -- | --- | --- | --- |
| +001, | Ducks d'Anaheim      | 82 | 51 | 24 | 7  | 236 | 226 | 109 |
| +002, | Canucks de Vancouver | 82 | 48 | 29 | 5  | 242 | 222 | 101 |
| +003, | Flames de Calgary    | 82 | 45 | 30 | 7  | 241 | 216 | 97  |

- Vainqueurs de division
- Qualifiés pour les séries

| Clt   | Équipe                | Division  | PJ | V  | D  | DP | BP  | BC  | Pts |
| ----- | --------------------- | --------- | -- | -- | -- | -- | --- | --- | --- |
| +001, | Wild du Minnesota     | Centrale  | 82 | 46 | 28 | 8  | 231 | 201 | 100 |
| +002, | Jets de Winnipeg      | Centrale  | 82 | 43 | 26 | 13 | 230 | 210 | 99  |
| +003, | Kings de Los Angeles  | Pacifique | 82 | 40 | 27 | 15 | 220 | 205 | 95  |
| +004, | Stars de Dallas       | Centrale  | 82 | 41 | 31 | 10 | 261 | 260 | 92  |
| +005, | Avalanche du Colorado | Centrale  | 82 | 39 | 31 | 12 | 219 | 227 | 90  |
| +006, | Sharks de San Jose    | Pacifique | 82 | 40 | 33 | 9  | 228 | 232 | 89  |
| +007, | Oilers d'Edmonton     | Pacifique | 82 | 24 | 44 | 14 | 198 | 283 | 62  |
| +008, | Coyotes de l'Arizona  | Pacifique | 82 | 24 | 50 | 8  | 170 | 272 | 56  |

- Équipe repêchée en tant que 7e et 8e de l'Association[5]

### Meilleurs pointeurs
Jamie Benn des Stars de Dallas finit meilleur pointeur de la saison régulière avec 87 points, un de plus que John Tavares. Il décroche ce titre en inscrivant quatre points lors du dernier match de la saison régulière. Comme lors des deux saisons précédentes, Aleksandr Ovetchkine, de Washington, finit meilleur buteur avec 53 réalisations. Son coéquipier, Nicklas Bäckström est le meilleur passeur avec 60 aides.
| Joueur               | Équipe                 | PJ | B  | A  | Pts | +/- | Pun |
| -------------------- | ---------------------- | -- | -- | -- | --- | --- | --- |
| Jamie Benn           | Stars de Dallas        | 82 | 35 | 52 | 87  | +1  | 64  |
| John Tavares         | Islanders de New York  | 82 | 38 | 48 | 86  | +5  | 46  |
| Sidney Crosby        | Penguins de Pittsburgh | 77 | 28 | 56 | 84  | +5  | 47  |
| Aleksandr Ovetchkine | Capitals de Washington | 81 | 53 | 28 | 81  | +10 | 58  |
| Jakub Voráček        | Flyers de Philadelphie | 82 | 22 | 59 | 81  | +1  | 78  |
| Nicklas Bäckström    | Capitals de Washington | 82 | 18 | 60 | 78  | +5  | 40  |
| Tyler Seguin         | Stars de Dallas        | 71 | 37 | 40 | 77  | -1  | 20  |
| Jiří Hudler          | Flames de Calgary      | 78 | 31 | 45 | 76  | +17 | 14  |
| Daniel Sedin         | Canucks de Vancouver   | 82 | 20 | 56 | 76  | +5  | 18  |
| Vladimir Tarassenko  | Blues de Saint-Louis   | 77 | 37 | 36 | 73  | +27 | 31  |

## Séries éliminatoires
Les 3 premiers de chaque division sont qualifiés ainsi que les équipes classées aux 7e et 8e place de chaque association, sans distinction de division. La meilleure équipe de chaque association rencontre la 8e et la première équipe de l'autre division rencontre la 7e. Les équipes classées aux 2e et 3e place de chaque division se rencontrent dans la partie de tableau où se situe le champion de leur division. 
Toutes les séries sont jouées au meilleur des sept matchs. Les deux premiers matchs sont joués chez l'équipe la mieux classée à l'issue de la saison puis les deux suivants sont joués chez l'autre équipe. Si une cinquième, une sixième voire une septième rencontre sont nécessaires, elles sont jouées alternativement chez les deux équipes en commençant par la mieux classée.
|  | Quarts de finale d'association | Quarts de finale d'association | Quarts de finale d'association |            |           | Demi-finales d'association | Demi-finales d'association | Demi-finales d'association |  |    | Finales d'association | Finales d'association | Finales d'association |  |    | Finale de la Coupe Stanley | Finale de la Coupe Stanley | Finale de la Coupe Stanley |
|  |                                |                                |                                |            |           |                            |                            |                            |  |    |                       |                       |                       |  |    |                            |                            |                            |
|  | M1                             | Rangers de New York            | 4                              |            |           |                            |                            |                            |  |    |                       |                       |                       |  |    |                            |                            |                            |
|  | ER                             | Pittsburgh                     | 1                              |            |           |                            |                            |                            |  |    |                       |                       |                       |  |    |                            |                            |                            |
|  | ER                             | Pittsburgh                     | 1                              |            | M1        | Rangers de New York        | 4                          |                            |  |    |                       |                       |                       |  |    |                            |                            |                            |
|  |                                |                                |                                |            | M1        | Rangers de New York        | 4                          |                            |  |    |                       |                       |                       |  |    |                            |                            |                            |
|  |                                |                                | M2                             | Washington | 3         |                            |                            |                            |  |    |                       |                       |                       |  |    |                            |                            |                            |
|  | M2                             | Washington                     | M2                             | Washington | 3         | 4                          |                            |                            |  |    |                       |                       |                       |  |    |                            |                            |                            |
|  | M2                             | Washington                     |                                |            |           | 4                          |                            |                            |  |    |                       |                       |                       |  |    |                            |                            |                            |
|  | M3                             | Islanders de New York          | 3                              |            |           |                            |                            |                            |  |    |                       |                       |                       |  |    |                            |                            |                            |
|  | M3                             | Islanders de New York          | 3                              |            |           |                            |                            |                            |  | M1 | Rangers de New York   | 3                     |                       |  |    |                            |                            |                            |
|  | Association de l'Est           |                                |                                |            |           |                            |                            |                            |  | M1 | Rangers de New York   | 3                     |                       |  |    |                            |                            |                            |
|  |                                | A2                             | Tampa Bay                      | 4          |           |                            |                            |                            |  |    |                       |                       |                       |  |    |                            |                            |                            |
|  | A1                             | A2                             | Tampa Bay                      | 4          | Montréal  | 4                          |                            |                            |  |    |                       |                       |                       |  |    |                            |                            |                            |
|  | A1                             |                                |                                |            | Montréal  | 4                          |                            |                            |  |    |                       |                       |                       |  |    |                            |                            |                            |
|  | ER                             | Ottawa                         | 2                              |            |           |                            |                            |                            |  |    |                       |                       |                       |  |    |                            |                            |                            |
|  | ER                             | Ottawa                         | 2                              |            | A1        | Montréal                   | 2                          |                            |  |    |                       |                       |                       |  |    |                            |                            |                            |
|  |                                |                                |                                |            | A1        | Montréal                   | 2                          |                            |  |    |                       |                       |                       |  |    |                            |                            |                            |
|  |                                |                                | A2                             | Tampa Bay  | 4         |                            |                            |                            |  |    |                       |                       |                       |  |    |                            |                            |                            |
|  | A2                             | Tampa Bay                      | A2                             | Tampa Bay  | 4         | 4                          |                            |                            |  |    |                       |                       |                       |  |    |                            |                            |                            |
|  | A2                             | Tampa Bay                      |                                |            |           | 4                          |                            |                            |  |    |                       |                       |                       |  |    |                            |                            |                            |
|  | A3                             | Détroit                        | 3                              |            |           |                            |                            |                            |  |    |                       |                       |                       |  |    |                            |                            |                            |
|  | A3                             | Détroit                        | 3                              |            |           |                            |                            |                            |  |    |                       |                       |                       |  | A2 | Tampa Bay                  | 2                          |                            |
|  |                                |                                |                                |            |           |                            |                            |                            |  |    |                       |                       |                       |  | A2 | Tampa Bay                  | 2                          |                            |
|  |                                | C3                             | Chicago                        | 4          |           |                            |                            |                            |  |    |                       |                       |                       |  |    |                            |                            |                            |
|  | P1                             | C3                             | Chicago                        | 4          | Anaheim   | 4                          |                            |                            |  |    |                       |                       |                       |  |    |                            |                            |                            |
|  | P1                             |                                |                                |            | Anaheim   | 4                          |                            |                            |  |    |                       |                       |                       |  |    |                            |                            |                            |
|  | ER                             | Winnipeg                       | 0                              |            |           |                            |                            |                            |  |    |                       |                       |                       |  |    |                            |                            |                            |
|  | ER                             | Winnipeg                       | 0                              |            | P1        | Anaheim                    | 4                          |                            |  |    |                       |                       |                       |  |    |                            |                            |                            |
|  |                                |                                |                                |            | P1        | Anaheim                    | 4                          |                            |  |    |                       |                       |                       |  |    |                            |                            |                            |
|  |                                |                                | P3                             | Calgary    | 1         |                            |                            |                            |  |    |                       |                       |                       |  |    |                            |                            |                            |
|  | P2                             | Vancouver                      | P3                             | Calgary    | 1         | 2                          |                            |                            |  |    |                       |                       |                       |  |    |                            |                            |                            |
|  | P2                             | Vancouver                      |                                |            |           | 2                          |                            |                            |  |    |                       |                       |                       |  |    |                            |                            |                            |
|  | P3                             | Calgary                        | 4                              |            |           |                            |                            |                            |  |    |                       |                       |                       |  |    |                            |                            |                            |
|  | P3                             | Calgary                        | 4                              |            |           |                            |                            |                            |  | P1 | Anaheim               | 3                     |                       |  |    |                            |                            |                            |
|  | Association de l'Ouest         |                                |                                |            |           |                            |                            |                            |  | P1 | Anaheim               | 3                     |                       |  |    |                            |                            |                            |
|  |                                | C3                             | Chicago                        | 4          |           |                            |                            |                            |  |    |                       |                       |                       |  |    |                            |                            |                            |
|  | C2                             | C3                             | Chicago                        | 4          | Nashville | 2                          |                            |                            |  |    |                       |                       |                       |  |    |                            |                            |                            |
|  | C2                             |                                |                                |            | Nashville | 2                          |                            |                            |  |    |                       |                       |                       |  |    |                            |                            |                            |
|  | C3                             | Chicago                        | 4                              |            |           |                            |                            |                            |  |    |                       |                       |                       |  |    |                            |                            |                            |
|  | C3                             | Chicago                        | 4                              |            | C3        | Chicago                    | 4                          |                            |  |    |                       |                       |                       |  |    |                            |                            |                            |
|  |                                |                                |                                |            | C3        | Chicago                    | 4                          |                            |  |    |                       |                       |                       |  |    |                            |                            |                            |
|  |                                |                                | ER                             | Minnesota  | 0         |                            |                            |                            |  |    |                       |                       |                       |  |    |                            |                            |                            |
|  | C1                             | Saint-Louis                    | ER                             | Minnesota  | 0         | 2                          |                            |                            |  |    |                       |                       |                       |  |    |                            |                            |                            |
|  | C1                             | Saint-Louis                    |                                |            |           | 2                          |                            |                            |  |    |                       |                       |                       |  |    |                            |                            |                            |
|  | ER                             | Minnesota                      | 4                              |            |           |                            |                            |                            |  |    |                       |                       |                       |  |    |                            |                            |                            |

## Récompenses

### Trophées
| Trophée | Vainqueur                                       | Nommés                                                                                         |
| --- | ----------------------------------------------- | ---------------------------------------------------------------------------------------------- |
| Trophée William-M.-Jennings Gardiens de l'équipe ayant accordé le moins de buts                                                        | Carey Price (Montréal) Corey Crawford (Chicago) | -                                                                                              |
| Trophée Maurice-Richard Meilleur buteur de la saison                                                                                   | Aleksandr Ovetchkine (Washington) avec 53 buts  | -                                                                                              |
| Trophée Art-Ross Meilleur pointeur de la saison                                                                                        | Jamie Benn (Dallas) avec 87 points              | -                                                                                              |
| Trophée Lady Byng Joueur avec le meilleur esprit sportif                                                                               | Jiří Hudler (Calgary)                           | - Pavel Datsiouk (Détroit) - Jiří Hudler (Calgary) - Anže Kopitar (Los Angeles)                |
| Trophée Calder Meilleur joueur recrue                                                                                                  | Aaron Ekblad (Floride)                          | - Aaron Ekblad (Floride) - John Gaudreau (Calgary) - Mark Stone (Ottawa)                       |
| Trophée Frank-J.-Selke Meilleur attaquant défensif                                                                                     | Patrice Bergeron (Boston)                       | - Patrice Bergeron (Boston) - Anže Kopitar (Los Angeles) - Jonathan Toews (Chicago)            |
| Trophée Vézina Meilleur gardien de but                                                                                                 | Carey Price (Montréal)                          | - Devan Dubnyk (Minnesota) - Carey Price (Montréal) - Pekka Rinne (Nashville)                  |
| Trophée James-Norris Meilleur défenseur                                                                                                | Erik Karlsson (Ottawa)                          | - Pernell Karl Subban (Montréal) - Erik Karlsson (Ottawa) - Drew Doughty (Los Angeles)         |
| Trophée Mark-Messier Joueur au plus grand leadership                                                                                   | Jonathan Toews (Chicago)                        | - Ryan Getzlaf (Anaheim) - Andrew Ladd (Winnipeg) - Jonathan Toews (Chicago)                   |
| Trophée Bill-Masterton Joueur avec le plus de qualités de persévérance et d'esprit d'équipe                                            | Devan Dubnyk (Minnesota)                        | - Devan Dubnyk (Minnesota) - Andrew Hammond (Ottawa) - Kristopher Letang (Pittsburgh)          |
| Trophée Hart Meilleur joueur selon les journalistes                                                                                    | Carey Price (Montréal)                          | - Aleksandr Ovetchkine (Washington) - Carey Price (Montréal) - John Tavares (Islanders de NY)  |
| Trophée de la Fondation de la LNH Joueur qui applique les valeurs principales du hockey pour enrichir la vie des gens de sa communauté | Brent Burns (San José)                          | - Brent Burns (San José) - Mark Giordano (Calgary) - Henrik Lundqvist (Rangers de New York)    |
| Trophée Ted-Lindsay Meilleur joueur selon les joueurs                                                                                  | Carey Price (Montréal)                          | - Jamie Benn (Dallas) - Aleksandr Ovetchkine (Washington) - Carey Price (Montréal)             |
| Trophée Jack-Adams Meilleur entraîneur                                                                                                 | Bob Hartley (Calgary)                           | - Bob Hartley (Calgary) - Peter Laviolette (Nashville) - Alain Vigneault (Rangers de New York) |
| Trophée du directeur général de l'année de la LNH Meilleur directeur général                                                           | Steve Yzerman (Tampa Bay)                       | - Bob Murray (Anaheim) - Glen Sather (Rangers de New York) - Steve Yzerman (Tampa Bay)         |
| Trophée Conn-Smythe Meilleur joueur des séries                                                                                         | Duncan Keith (Chicago)                          | -                                                                                              |
| Trophée King-Clancy Contribution à la communauté                                                                                       | Henrik Zetterberg (Détroit)                     |                                                                                                |
| Trophée Lester-Patrick Services rendus au monde du hockey                                                                              | Jeremy Jacobs et Bob Crocker                    |                                                                                                |

| Trophée                                                                                         | Équipe                 |
| ----------------------------------------------------------------------------------------------- | ---------------------- |
| Trophée des présidents Équipe de la saison régulière avec le plus de points                     | Rangers de New York    |
| Trophée Prince de Galles Vainqueur de la finale de l'association de l'Est lors des séries       | Lightning de Tampa Bay |
| Trophée Clarence-S.-Campbell Vainqueur de la finale de l'association de l'Ouest lors des séries | Blackhawks de Chicago  |
| Coupe Stanley Vainqueur des séries                                                              | Blackhawks de Chicago  |

### Équipes d'étoiles
| Position       | Joueur               | Équipe                 |
| -------------- | -------------------- | ---------------------- |
| Gardien de but | Carey Price          | Canadiens de Montréal  |
| Défenseur      | Erik Karlsson        | Sénateurs d'Ottawa     |
| Défenseur      | Pernell Karl Subban  | Canadiens de Montréal  |
| Ailier gauche  | Aleksandr Ovetchkine | Capitals de Washington |
| Centre         | John Tavares         | Islanders de New York  |
| Ailier droit   | Jakub Voráček        | Flyers de Philadelphie |

| Position       | Joueur              | Équipe                 |
| -------------- | ------------------- | ---------------------- |
| Gardien de but | Devan Dubnyk        | Wild du Minnesota      |
| Défenseur      | Drew Doughty        | Kings de Los Angeles   |
| Défenseur      | Shea Weber          | Predators de Nashville |
| Ailier gauche  | Jamie Benn          | Stars de Dallas        |
| Centre         | Sidney Crosby       | Penguins de Pittsburgh |
| Ailier droit   | Vladimir Tarassenko | Blues de Saint-Louis   |

| Position       | Joueur         | Équipe                 |
| -------------- | -------------- | ---------------------- |
| Gardien de but | Jake Allen     | Blues de Saint-Louis   |
| Défenseur      | Aaron Ekblad   | Panthers de la Floride |
| Défenseur      | John Klingberg | Stars de Dallas        |
| Attaquant      | Filip Forsberg | Predators de Nashville |
| Attaquant      | John Gaudreau  | Flames de Calgary      |
| Attaquant      | Mark Stone     | Sénateurs d'Ottawa     |